# 管筒狀乳房
管状乳房（或），亦作筒状乳房，是一種
乳房發育的先天性畸形。這種病變會同時影響男性及女性（見發育不全），而受影響的可以只是單邊乳房，又或是兩邊也受影響。這種病變源於青春期時乳房發育受阻，使乳房無法正常發育至完全。具體來說，這問題的具體成因依然不明，但在2011年的一項對患有管筒狀乳房的男性及女性的胸部細胞組織的研究發現：這病變可能與一種膠原蛋白沉積障礙有基因方面的關聯。這病變的女性患者一般會透過隆胸來修正畸形發育的乳房，估算尋求隆胸的病人有1%到5%是管筒狀乳房的患者，但統計無法推算未有尋求隆胸的患者所佔的比例。